# Cynthia Westcott
Cynthia Westcott  (* 29. Juni 1898 in North Attleboro, Massachusetts; † 22. März 1983 in Tarrytown, New York) war eine US-amerikanische Phytopathologin und Autorin.

## Leben und Werk
Westcott besuchte bis 1916 die North Attleboro High School und studierte dann bei Margaret Clay Ferguson am Wellesley College, wo sie 1920 ihren Bachelor-Abschluss erhielt. Sie unterrichtete ein Jahr lang Naturwissenschaften an der Northboro High School und erhielt schließlich ein Assistenzangebot an der Cornell University in der Pflanzenpathologie. Der Phytopathologe Herbert Hice Whetzel bot ihr eine Vollzeitstelle als Forscherin an aus den Mitteln der Heckscher Forschungsstiftung an. Sie forschte dort als einzige Frau in einer Abteilung mit 40 Männern und promovierte 1932 in Pflanzenpathologie. Da es nur wenige Arbeitsplätze für Frauen gab, nahm sie eine Teilzeit-Assistenzstelle als Bakteriologin bei der New Jersey Experiment Station an der Rutgers University an. In ihrer Freizeit belegte sie Kurse an der Rutgers University und eröffnete 1933 als Pflanzenärztin mit der promovierten Entomologin Irene Dorothy Dobroscky eine Praxis in Glen Ridge (New Jersey). Sie machte Hausbesuche, um Probleme zu diagnostizieren und Rosen und andere Zierpflanzen in den Gärten ihrer Kunden zu behandeln. Während der Wintermonate schrieb sie, hielt Vorträge und reiste. 1934 nahm Dobroscky eine Stelle bei der Pennsylvania Salt Manufacturing Company an. Westcott arbeiteten weiterhin als Pflanzenärztin bis zu ihrer Pensionierung 1962, als sie in eine nahe gelegene Altersgemeinschaft zog. Sie starb 1983 an einer Herzerkrankung. Die Cynthia Westcott Papers, ein Archiv der Forschungsnotizen und der Geschäftskorrespondenz von Westcott, befinden sich in der Cornell University Library.
Zu den berühmten Kunden von Cynthia Westcott gehörte Helen Hayes, Maxwell Anderson und die Milton Caniff. Sie unterrichtete Gartenkurse bei Macy’s, Bamberger’s und Spezialkurse im New York Botanical Garden und im Brooklyn Botanic Garden. Ihre Artikel erschienen in zahlreichen Gartenmagazinen und sie schrieb regelmäßig Kolumnen in der New York Times und Home Garden, und trug zu dem von Home Garden veröffentlichten Buch mit dem Titel Ten Thousand Garden Questions Answered bei. 1943 wurde sie vom Landwirtschaftsministerium der Vereinigten Staaten dazu aufgefordert, vorübergehend in Mobile (Alabama) an einer Krankheit der Azaleen zu arbeiten, verursacht durch Ovulinia azaleae. Der Kongress hatte eine spezielle Mittelzuweisung für diese Arbeit bereitgestellt. Sie identifizierte das Pilzpathogen und entwickelte eine chemische Behandlung. Sie war eine der ersten Pflanzenpathologen, die eine Pflanzenkrankheit mit einer neuen Klasse von Fungiziden, den Dinatriumethylenbisdithiocarbamaten, behandelte, die heute weltweit als Mancozeb bekannt sind.
Westcott war Mitglied zahlreicher Fachgesellschaften und Organisationen, darunter die American Phytopathological Society, die Entomological Society of America und die American Association for the Advancement of Science, Sigma Delta Epsilon und der American Horticultural Council. Die Northeast Division der American Phytopathological Society ehrte sie 1969 mit ihrem Award of Merit. Sie war Mitglied des Board of Directors von der American Horticultural Council im Board of Directors des National Council of State Garden. Die Jackson & Perkins benannte eine hybride Teerose Cynthia zu ihren Ehren.

## Auszeichnungen (Auswahl)
- 1955: American Horticultural Council
- 1960: Gold Medal, American Rose Society
- Gold Medal, Garden Club of New Jersey
- 1963: Garden Writers Award, American Association of Nurserymen
- 1973: Fellow der American Phytopathological Society

## Veröffentlichungen (Auswahl)
- 1937: The Plant Doctor: The How, Why, and When of Disease and Insect Control in Your Garden. New York: Frederick A. Stokes.
- 1946: The Gardener's Bug Book; 1,000 Insect Pests and Their Control. New York: American Garden Guild and Doubleday.
- 1950: Plant Disease Handbook. New York: Van Nostrand.
- 1952:  Anyone Can Grow Roses. Toronto: Van Nostrand.
- 1953: Garden Enemies. Princeton, NJ: D. Van Nostrand.
- 1957: Plant Doctoring is Fun. Princeton, NJ: Van Nostrand.
- 1961: Are You Your Garden's Worst Pest? Garden City, NY: Doubleday.
- 1966: mit Jerry T. Walker: Handbook on Garden Pests. Brooklyn, NY: Brooklyn Botanic Garden.